# MBC경남 즐거운 오후 2시
이다슬의 즐거운 오후 2시는 MBC경남 창원방송이 제작해, 진주방송에서 동시 송출하며, 평일 오후 2시 5분부터 오후 3시까지 자체적으로 방송되는 라디오 프로그램이다.

## 진행
- 이다슬 아나운서

## 역대 진행자
| 대수 | 진행자 | 진행자 | 진행 기간                        | 비고        |
| 대수 | 남성   | 여성   | 진행 기간                        | 비고        |
| ---- | ------ | ------ | -------------------------------- | ----------- |
| 1대  | 오승철 | 백율희 | 일자미상 ~ 2024년 3월 29일       | [ 1 ] [ 2 ] |
| 2대  | 빈칸   | 백율희 | 2024년 4월 1일 ~ 2024년 5월 17일 |             |
| 3대  | 빈칸   | 이다슬 | 2024년 5월 20일 ~ 현재           | [ 3 ]       |

## 같이 보기
- MBC경남
- MBC 표준FM
- 박준형, 박영진의 2시만세